# جوشوا لانديس
جوشوا لانديس (بالإنجليزية: Joshua Landis)‏ هو أكاديمي أمريكي، ولد في 14 مايو 1957.